# Mi obra maestra
Mi obra maestra es una película argentina de 2018 escrita por Andrés Duprat y Gaston Pozzo, dirigida por Gastón Duprat y protagonizada por Guillermo Francella y Luis Brandoni.
La película fue seleccionada para participar en la 75° edición del Festival de Venecia en la sección oficial.

## Sinopsis
Arturo es un galerista de arte encantador, sofisticado y un tanto inescrupuloso. Tiene su propia galería de arte en el centro de Buenos Aires, ciudad que le fascina desde siempre. Renzo es un pintor hosco, algo salvaje y en franca decadencia. Odia el contacto social y está al borde de la indigencia, sostenido solo por su único alumno. El galerista logra asociarse con una influyente coleccionista internacional, Dudú, y junto a ella intenta por todos los medios reflotar la carrera del pintor fracasado, pero las cosas no van al rumbo esperado. Entonces Arturo lleva adelante un plan ultimátum y muy arriesgado que puede cambiar su vida para siempre.

## Reparto
- Guillermo Francella como Arturo Silva.
- Luis Brandoni como Renzo Nervi.
- Raúl Arévalo como Alex.
- Andrea Frigerio como Dudú.
- María Soldi como Laurita.
- Mónica Duprat como señora de la galería.
- Alejandro Paker como Aranovich.

## Recepción

### Crítica
Según Todas Las Críticas, sitio que recopila reseñas de críticos especializados, la película obtuvo una calificación de 63/100 cuyo promedio se deriva de 49 críticas, de las cuales el 73 % fueron positivas.

### Comercial
La cinta se estrenó en más de trescientas salas, lo cual representó un gran lanzamiento logrando de esa manera atraer a 187 000 espectadores en su primer fin de semana en la cartelera argentina.

## Premios y nominaciones

### Participación en festivales de cine
| Festival                                        | Fecha de evento                          | Categoría                         | Premio             |       |
| ----------------------------------------------- | ---------------------------------------- | --------------------------------- | ------------------ | ----- |
| Festival de Venecia                             | 28 de septiembre al 8 de octubre de 2018 | Sección oficial Fuera de concurso | Sólo participación | [ 2 ] |
| 63.ª Semana Internacional de Cine de Valladolid | octubre de 2018                          | Premio del público                | Ganador            | [ 5 ] |